# Ypsolopha trichonella
Ypsolopha trichonella là một loài bướm đêm thuộc họ Ypsolophidae. Nó được tìm thấy ở Tây Ban Nha, Croatia, miền bắc quần đảo Aegean và Turkmenistan.
Ấu trùng ăn các loài Ephedra.